# Barnet (film fra 1940)
 For alternative betydninger, se Barnet. (Se også artikler, som begynder med Barnet)
Barnet er en dansk film fra 1940 om to ugifte unge, der venter et barn.
- Manuskript Leck Fischer, Fleming Lynge og Benjamin Christensen.
- Instruktion Benjamin Christensen.

Blandt de medvirkende kan nævnes:
- Agis Winding
- Bjarne Forchhammer
- Charles Tharnæs
- Beatrice Bonnesen
- Mogens Wieth
- Gunnar Lauring
- Lis Smed
- Helga Frier
- Inger Stender
- Ellen Margrethe Stein